# Ligat ha'Al (baloncesto) 2023-24
La Ligat ha'Al 2023-24 fue la edición número 70 de la Ligat ha'Al, la máxima competición de baloncesto de Israel. Los seis mejor clasificados accederán a un grupo posterior, y los siete últimos a otro, que jugarán liguillas separadas. Los seis del primer grupo y los dos mejores del segundo accederán a los playoffs, mientras que el último descenderá a la Liga Leumit. La liga comenzó finalmente el 27 de noviembre de 2023, debido al conflicto israelí-palestino y finalizó con los playoffs en junio de 2024.  El campeón fue el Tel Aviv, que lograba su título número 57.

## Equipos
Hapoel Gilboa Galil fue relegado a la Ligat Leumit después de acabar en el último lugar de la temporada 2022-23. Hapoel Afula y Maccabi Ironi Ramat Gan ascendieron a la liga después desde Liga Leumit.
| Equipo                  | Ciudad        | Estadio                | Capacidad |
| ----------------------- | ------------- | ---------------------- | --------- |
| Bnei Herzliya           | Herzliya      | HaYovel Herzliya       | 1,500     |
| Hapoel Afula            | Afula         | Nir Ha'emak Hall       | 1,000     |
| Hapoel Be'er Sheva      | Be'er Sheva   | Conch Arena            | 3,000     |
| Hapoel Eilat            | Eilat         | Begin Arena            | 1,490     |
| Hapoel Galil Elyon      | Kiryat Shmona | HaPais Kfar Blum       | 2,000     |
| Hapoel Haifa            | Haifa         | Romema Arena           | 5,000     |
| Hapoel Holon            | Holon         | Holon Toto Hall        | 5,500     |
| Hapoel Jerusalem        | Jerusalén     | Jerusalem Payis Arena  | 11,000    |
| Hapoel Tel Aviv         | Tel Aviv      | Drive in Arena         | 3,504     |
| Ironi Nes Ziona         | Ness Ziona    | Lev Hamoshava          | 1,200     |
| Ironi Kiryat Ata        | Kiryat Ata    | Ramaz Hall             | 1,200     |
| Maccabi Ironi Ramat Gan | Ramat Gan     | Zisman Hall            | 1,500     |
| Maccabi Tel Aviv        | Tel Aviv      | Menora Mivtachim Arena | 10,383    |

## Resultados

### Temporada regular
Actualizado: 27 de abril de 2024
| Pos. | Equipo                  | PJ | G  | P  | PF   | PC   | DP   | Pts | Clasificación o descenso  |
| ---- | ----------------------- | -- | -- | -- | ---- | ---- | ---- | --- | ------------------------- |
| 1    | Maccabi Tel Aviv        | 24 | 21 | 3  | 2202 | 1899 | +303 | 45  | Avanzan al Grupo Superior |
| 2    | Hapoel Tel Aviv         | 24 | 18 | 6  | 2251 | 1971 | +280 | 42  | Avanzan al Grupo Superior |
| 3    | Maccabi Ironi Ramat Gan | 24 | 18 | 6  | 2039 | 1928 | +111 | 42  | Avanzan al Grupo Superior |
| 4    | Hapoel Jerusalem        | 24 | 14 | 10 | 1967 | 1929 | +38  | 38  | Avanzan al Grupo Superior |
| 5    | Hapoel Holon            | 24 | 13 | 11 | 1966 | 1904 | +62  | 37  | Avanzan al Grupo Superior |
| 6    | Ironi Kiryat Ata        | 24 | 12 | 12 | 1987 | 2030 | −43  | 36  | Avanzan al Grupo Superior |
| 7    | Bnei Herzliya           | 24 | 11 | 13 | 1971 | 2004 | −33  | 35  | Avanzan al Grupo Inferior |
| 8    | Hapoel Haifa            | 24 | 11 | 13 | 1982 | 2139 | −157 | 35  | Avanzan al Grupo Inferior |
| 9    | Hapoel Afula            | 24 | 10 | 14 | 1947 | 1939 | +8   | 34  | Avanzan al Grupo Inferior |
| 10   | Ironi Ness Ziona        | 24 | 9  | 15 | 1962 | 2017 | −55  | 33  | Avanzan al Grupo Inferior |
| 11   | Hapoel Eilat            | 24 | 7  | 17 | 1830 | 2029 | −199 | 31  | Avanzan al Grupo Inferior |
| 12   | Hapoel Galil Elyon      | 24 | 6  | 18 | 1961 | 2138 | −177 | 30  | Avanzan al Grupo Inferior |
| 13   | Hapoel Be'er Sheva      | 24 | 6  | 18 | 1984 | 2122 | −138 | 30  | Avanzan al Grupo Inferior |

 Fuente: 
Criterios de clasificación: 

### Rondas 1 a 24
| Local \ Visitante       | BNH    | HAF   | HBS    | HEI    | HGE     | HHA    | HHO   | HJE     | HTA    | IKA   | INZ    | MRG     | MTA    |
| ----------------------- | ------ | ----- | ------ | ------ | ------- | ------ | ----- | ------- | ------ | ----- | ------ | ------- | ------ |
| Bnei Herzliya           |        | 81–75 | 87–78  | 93–96  | 80–66   | 96–98  | 75–72 | 80–85   | 80–82  | 76–62 | 68–99  | 70–80   | 74–94  |
| Hapoel Afula            | 65–64  |       | 91–76  | 80–94  | 109–107 | 91–73  | 72–60 | 105–65  | 84–78  | 73–76 | 82–64  | 80–97   | 83–97  |
| Hapoel Be'er Sheva      | 67–73  | 81–90 |        | 96–85  | 86–96   | 97–99  | 79–94 | 74–79   | 78–95  | 98–78 | 90–76  | 98–96   | 75–87  |
| Hapoel Eilat            | 81–91  | 67–65 | 87–96  |        | 73–80   | 76–78  | 75–62 | 57–95   | 78–106 | 83–75 | 63–67  | 83–80   | 70–85  |
| Hapoel Galil Elyon      | 104–99 | 79–94 | 80–87  | 69–72  |         | 76–83  | 71–92 | 71–80   | 76–112 | 83–93 | 92–95  | 101–108 | 67–103 |
| Hapoel Haifa            | 90–101 | 88–82 | 93–87  | 81–71  | 71–88   |        | 71–84 | 85–78   | 84–103 | 92–93 | 82–111 | 74–81   | 73–108 |
| Hapoel Holon            | 87–92  | 85–80 | 103–80 | 87–71  | 84–72   | 86–75  |       | 89–96   | 98–90  | 88–82 | 81–73  | 74–75   | 84–86  |
| Hapoel Jerusalem        | 81–65  | 81–78 | 77–71  | 103–85 | 81–73   | 88–68  | 72–73 |         | 64–91  | 97–83 | 76–70  | 82–93   | 85–90  |
| Hapoel Tel Aviv         | 99–80  | 93–81 | 90–68  | 112–76 | 90–66   | 87–88  | 90–78 | 109–100 |        | 87–91 | 97–94  | 81–94   | 89–86  |
| Ironi Kiryat Ata        | 74–87  | 90–73 | 92–72  | 83–70  | 81–95   | 100–72 | 86–82 | 76–74   | 89–97  |       | 101–96 | 71–94   | 72–91  |
| Ironi Ness Ziona        | 84–92  | 77–73 | 98–95  | 80–71  | 87–91   | 79–83  | 74–76 | 74–77   | 63–102 | 78–64 |        | 86–74   | 73–97  |
| Maccabi Ironi Ramat Gan | 87–82  | 71–63 | 86–78  | 75–69  | 89–77   | 80–77  | 76–65 | 79–73   | 80–93  | 94–89 | 104–82 |         | 71–88  |
| Maccabi Tel Aviv        | 98–85  | 95–78 | 90–77  | 90–77  | 89–81   | 96–104 | 91–82 | 90–78   | 95–78  | 78–86 | 86–82  | 92–75   |        |

## Grupo de mejores clasificados
| Pos. | Equipo                  | PJ | G  | P  | GF   | GC   | DG   | Pts | Clasificación o descenso |  | MTA   | HTA   | MRG   | HJE    | HHO   | IKA    |
| ---- | ----------------------- | -- | -- | -- | ---- | ---- | ---- | --- | ------------------------ |  | ----- | ----- | ----- | ------ | ----- | ------ |
| 1    | Maccabi Tel Aviv        | 28 | 24 | 4  | 2553 | 2215 | +338 | 52  | Acceden a playoffs       |  |       | 88–82 |       | 103–71 |       | May 26 |
| 2    | Hapoel Tel Aviv         | 29 | 21 | 8  | 2663 | 2348 | +315 | 50  | Acceden a playoffs       |  |       |       | 82–71 |        | 79–59 | 98–77  |
| 3    | Maccabi Ironi Ramat Gan | 29 | 18 | 11 | 2427 | 2348 | +79  | 47  | Acceden a playoffs       |  | 81–84 |       |       | 79–93  | 83–84 |        |
| 4    | Hapoel Jerusalem        | 29 | 18 | 11 | 2391 | 2325 | +66  | 47  | Acceden a playoffs       |  |       | 82–71 |       |        | 94–76 |        |
| 5    | Hapoel Holon            | 29 | 16 | 13 | 2357 | 2321 | +36  | 45  | Acceden a playoffs       |  | 82–76 |       |       |        |       | 90–85  |
| 6    | Ironi Kiryat Ata        | 28 | 13 | 15 | 2293 | 2376 | −83  | 41  | Acceden a playoffs       |  |       |       | 77–74 | 67–84  |       |        |

 Fuente: 
Criterios de clasificación: 

## Grupo de peores clasificados
| Pos. | Equipo                    | PJ | G  | P  | GF   | GC   | DG   | Pts | Clasificación o descenso |        | HHA   | INZ   | HAF    | BNH   | HGE   | HBS    | HEI   |
| ---- | ------------------------- | -- | -- | -- | ---- | ---- | ---- | --- | ------------------------ | ------ | ----- | ----- | ------ | ----- | ----- | ------ | ----- |
| 7    | Hapoel Haifa (A)          | 29 | 15 | 14 | 2401 | 2548 | −147 | 44  | Acceden a playoffs       |        |       |       | 88–80  |       |       | 93–89  | 80–67 |
| 8    | Ironi Ness Ziona (A)      | 30 | 14 | 16 | 2465 | 2461 | +4   | 44  | Acceden a playoffs       |        | 84–68 |       |        |       |       | 85–70  | 85–79 |
| 9    | Hapoel Afula (O, Z)       | 29 | 12 | 17 | 2349 | 2341 | +8   | 41  |                          |        |       | 84–75 |        | 68–65 | 82–85 |        |       |
| 10   | Bnei Herzliya (O, Z)      | 29 | 12 | 17 | 2367 | 2415 | −48  | 41  |                          | 89–90  | 75–91 |       |        | 77–67 |       |        |       |
| 11   | Hapoel Galil Elyon (O, Z) | 29 | 9  | 20 | 2353 | 2518 | −165 | 38  |                          | May 26 | 67–84 |       |        |       | 86–60 |        |       |
| 12   | Hapoel Be'er Sheva (Z)    | 29 | 8  | 21 | 2393 | 2564 | −171 | 37  |                          |        |       | 90–87 | May 26 |       |       | 100–91 |       |
| 13   | Hapoel Eilat (Z)          | 29 | 8  | 21 | 2239 | 2471 | −232 | 37  | Descenso a Liga Leumit   |        |       |       | May 26 | 95–90 | 77–87 |        |       |

 Fuente: 
Criterios de clasificación: 

## Playoffs
|  | Cuartos de final | Cuartos de final        | Cuartos de final | Cuartos de final | Cuartos de final | Cuartos de final | Cuartos de final |                  |     | Semifinales | Semifinales | Semifinales | Semifinales | Semifinales |                  |    | Final | Final | Final | Final | Final |  |
|  |                  |                         |                  |                  |                  |                  |                  |                  |     |             |             |             |             |             |                  |    |       |       |       |       |       |  |
|  |                  |                         |                  |                  |                  |                  |                  |                  |     |             |             |             |             |             |                  |    |       |       |       |       |       |  |
|  | 1                | Maccabi Tel Aviv        | 109              | 99               | 105              |                  |                  |                  |     |             |             |             |             |             |                  |    |       |       |       |       |       |  |
|  | 1                | Maccabi Tel Aviv        | 109              | 99               | 105              |                  |                  |                  |     |             |             |             |             |             |                  |    |       |       |       |       |       |  |
|  | 8                | Ironi Ness Ziona        | 83               | 66               | 64               |                  |                  |                  |     |             |             |             |             |             |                  |    |       |       |       |       |       |  |
|  | 8                | Ironi Ness Ziona        | 83               | 66               | 64               |                  | 1                | Maccabi Tel Aviv | 89  | 82          |             |             |             |             |                  |    |       |       |       |       |       |  |
|  |                  |                         |                  |                  |                  |                  |                  | Maccabi Tel Aviv | 89  | 82          |             |             |             |             |                  |    |       |       |       |       |       |  |
|  |                  |                         | 4                | Hapoel Jerusalem | 82               | 73               |                  |                  |     |             |             |             |             |             |                  |    |       |       |       |       |       |  |
|  | 4                | Hapoel Jerusalem        | 4                | Hapoel Jerusalem | 82               | 73               | 93               | 70               | 93  |             |             |             |             |             |                  |    |       |       |       |       |       |  |
|  | 4                | Hapoel Jerusalem        |                  |                  |                  |                  |                  |                  |     |             |             |             |             |             |                  |    |       |       |       |       |       |  |
|  | 5                | Hapoel Holon            | 86               | 68               | 75               |                  |                  |                  |     |             |             |             |             |             |                  |    |       |       |       |       |       |  |
|  | 5                | Hapoel Holon            | 86               | 68               | 75               |                  |                  |                  |     |             |             |             |             | 1           | Maccabi Tel Aviv | 84 | 67    | 82    |       |       |       |  |
|  |                  |                         |                  |                  |                  |                  |                  |                  |     |             |             |             |             |             | Maccabi Tel Aviv | 84 | 67    | 82    |       |       |       |  |
|  |                  |                         | 2                | Hapoel Tel Aviv  | 76               | 85               | 74               |                  |     |             |             |             |             |             |                  |    |       |       |       |       |       |  |
|  | 2                | Hapoel Tel Aviv         | 2                | Hapoel Tel Aviv  | 76               | 85               | 74               | 97               | 100 | 83          |             |             |             |             |                  |    |       |       |       |       |       |  |
|  | 2                | Hapoel Tel Aviv         |                  |                  |                  |                  |                  |                  |     | 83          |             |             |             |             |                  |    |       |       |       |       |       |  |
|  | 7                | Hapoel Haifa            | 66               | 91               | 65               |                  |                  |                  |     |             |             |             |             |             |                  |    |       |       |       |       |       |  |
|  | 7                | Hapoel Haifa            | 66               | 91               | 65               |                  | 2                | Hapoel Tel Aviv  | 79  | 70          | 100         |             |             |             |                  |    |       |       |       |       |       |  |
|  |                  |                         |                  |                  |                  |                  |                  | Hapoel Tel Aviv  | 79  | 70          | 100         |             |             |             |                  |    |       |       |       |       |       |  |
|  |                  |                         | 6                | Ironi Kiryat Ata | 82               | 62               | 83               |                  |     |             |             |             |             |             |                  |    |       |       |       |       |       |  |
|  | 3                | Maccabi Ironi Ramat Gan | 6                | Ironi Kiryat Ata | 82               | 62               | 83               | 94               | 84  | 72          |             |             |             |             |                  |    |       |       |       |       |       |  |
|  | 3                | Maccabi Ironi Ramat Gan |                  |                  |                  |                  |                  |                  |     | 72          |             |             |             |             |                  |    |       |       |       |       |       |  |
|  | 6                | Ironi Kiryat Ata        | 95               | 94               | 74               |                  |                  |                  |     |             |             |             |             |             |                  |    |       |       |       |       |       |  |
|  | 6                | Ironi Kiryat Ata        | 95               | 94               | 74               |                  |                  |                  |     |             |             |             |             |             |                  |    |       |       |       |       |       |  |
|  |                  |                         |                  |                  |                  |                  |                  |                  |     |             |             |             |             |             |                  |    |       |       |       |       |       |  |

## Galardones

### Jugador de la semana
| Jornada | Jugador              | Equipo                  | Eficiencia | Ref    |
| ------- | -------------------- | ----------------------- | ---------- | ------ |
| 1       | James Batemon (1/2)  | Ironi Kiryat Ata        | 23         | [ 7 ]  |
| 2       | Kevin Hervey         | Hapoel Holon            | 28         | [ 8 ]  |
| 3       | Netanel Artzi        | Hapoel Holon            | 37         | [ 9 ]  |
| 4       | Roman Sorkin         | Maccabi Tel Aviv        | 24         | [ 10 ] |
| 5       | Jordan Cohen         | Maccabi Ironi Ramat Gan | 34         | [ 11 ] |
| 6       | Ethan Burg           | Bnei Herzliya           | 24         | [ 12 ] |
| 7       | Marcus Carr          | Bnei Herzliya           | 40         | [ 13 ] |
| 8       | Noam Avivi           | Hapoel Afula            | 32         | [ 14 ] |
| 9       | Robert Carter        | Bnei Herzliya           | 50         | [ 15 ] |
| 10      | JaKeenan Gant        | Hapoel Be'er Sheva      | 36         | [ 16 ] |
| 11      | Bonzie Colson        | Maccabi Tel Aviv        | 24         | [ 17 ] |
| 12      | Sacar Anim           | Hapoel Eilat            | 45         | [ 18 ] |
| 13      | James Batemon (2/2)  | Ironi Kiryat Ata        | 31         | [ 19 ] |
| 14      | Yair Kravitz (1/2)   | Ironi Ness Ziona        | 33         | [ 20 ] |
| 15      | Mike McGuirl         | Hapoel Haifa            | 28         | [ 21 ] |
| 16      | Xavier Munford       | Hapoel Tel Aviv         | 19         | [ 22 ] |
| 17      | Amit Simhon          | Hapoel Haifa            | 25         | [ 23 ] |
| 18      | Raz Adam (1/2)       | Ironi Kiryat Ata        | 27         | [ 24 ] |
| 19      | Cassius Stanley      | Hapoel Afula            | 39         | [ 25 ] |
| 20      | John DiBartolomeo    | Maccabi Tel Aviv        | 23         | [ 26 ] |
| 21      | Bar Timor            | Hapoel Tel Aviv         | 26         | [ 27 ] |
| 22      | Marcus Bingham (1/2) | Hapoel Haifa            | 25         | [ 28 ] |
| 23      | Yair Kravitz (2/2)   | Ironi Ness Ziona        | 24         | [ 29 ] |
| 24      | Raz Adam (2/2)       | Ironi Kiryat Ata        | 26         | [ 30 ] |
| 25      | James Feldeine       | Hapoel Galil Elyon      | 27         | [ 31 ] |
| 26      | Nuni Omot            | Maccabi Ironi Ramat Gan | 30         | [ 32 ] |
| 27      | Marcus Bingham (2/2) | Hapoel Haifa            | 46         | [ 33 ] |
| 28      | Kris Bankston        | Hapoel Be'er Sheva      | 40         | [ 34 ] |
| 29      | Rawle Alkins         | Ironi Ness Ziona        | 26         | [ 35 ] |
| 30      | Alex Hamilton        | Hapoel Haifa            | 35         | [ 36 ] |
| 31      | Isaiah Whitehead     | Ironi Ness Ziona        | 35         | [ 37 ] |
| 32      | Gur Lavy             | Hapoel Haifa            | 26         | [ 38 ] |
| 33      | Mike Lewis           | Hapoel Be'er Sheva      | 24         | [ 39 ] |

### Jugador del mes
| Mes       | Jugador          | Equipo                  | Eficiencia | Ref    |
| --------- | ---------------- | ----------------------- | ---------- | ------ |
| Diciembre | Xavier Munford   | Hapoel Tel Aviv         | 25.4       | [ 40 ] |
| Enero     | James Batemon    | Ironi Kiryat Ata        | 18.5       | [ 41 ] |
| Febrero   | Kevin Hervey     | Hapoel Holon            | 23.7       | [ 42 ] |
| Marzo     | Kendale McCullum | Maccabi Ironi Ramat Gan | 21.6       | [ 43 ] |
| Abril     | Levi Randolph    | Hapoel Jerusalem        | 12.6       | [ 44 ] |

### Jugador israelí del mes
| Mes       | Jugador           | Equipo                  | Eficiencia | Ref    |
| --------- | ----------------- | ----------------------- | ---------- | ------ |
| Diciembre | Lior Carreira     | Hapoel Galil Elyon      | 20.3       | [ 45 ] |
| Enero     | Jordan Cohen      | Maccabi Ironi Ramat Gan | 16.2       | [ 46 ] |
| Febrero   | Ethan Burg        | Bnei Herzliya           | 20.2       | [ 47 ] |
| Marzo     | John DiBartolomeo | Maccabi Tel Aviv        | 17.0       | [ 48 ] |
| Abril     | Roman Sorkin      | Maccabi Tel Aviv        | 18.8       | [ 49 ] |

### Entrenador del mes
| Mes       | Entrenador      | Equipo                  | G-P | Ref.   |
| --------- | --------------- | ----------------------- | --- | ------ |
| Diciembre | Sharon Avrahami | Ironi Kiryat Ata        | 5–2 | [ 50 ] |
| Enero     | Danny Franco    | Hapoel Tel Aviv         | 3–0 | [ 51 ] |
| Febrero   | Oded Kattash    | Maccabi Tel Aviv        | 7–0 | [ 52 ] |
| Marzo     | Guy Goodes      | Hapoel Haifa            | 3–0 | [ 53 ] |
| Abril     | Shmulik Brenner | Maccabi Ironi Ramat Gan | 4–0 | [ 54 ] |